# Merismomorpha nigra
Merismomorpha nigra är en stekelart som beskrevs av Girault 1913. Merismomorpha nigra ingår i släktet Merismomorpha och familjen puppglanssteklar. Inga underarter finns listade i Catalogue of Life.